# 고사 두 번째 이야기: 교생실습
《고사 두 번째 이야기: 교생실습》은 2010년에 개봉한 대한민국의 영화이다. 한 고등학교에 교생 선생님이 찾아온 뒤 잇달아 살인이 일어나면서 벌어지는 공포를 담았다.

## 캐스팅
- 김수로 - 차 선생 역
- 황정음 - 은수 역
- 지연 - 세희 역
- 윤시윤 - 관우 역
- 박은빈 - 나래 역
- 최아진 - 로얄스터디 지윤 역
- 지창욱 - 로얄스터디 수일 역
- 여민주 - 로얄스터디 용란 역
- 권현상 - 로얄스터디 JK 역
- 남보라 - 로얄 스터디 현아 역
- 박진수 - 근식 역
- 전보람 - 지애 역
- 김보미 - 경희 역
- 손호준 - 정범 역
- 윤승아 - 태연 역
- 오기찬 - 특별반 남학생 역
- 강내균 - 특별반 남학생 역
- 채효정 - 특별반 여학생 역
- 김예원 - 특별반 여학생 역
- 김민영 - 민정 역
- 김병옥 - 강 선생 역 (특별출연)